# Мойо-Алькантара
Мойо-Алькантара (італ. Mojo Alcantara, сиц. Moju d'Alcàntara) — муніципалітет в Італії, у регіоні Сицилія,  метрополійне місто Мессіна.
Мойо-Алькантара розташоване на відстані близько 500 км на південний схід від Рима, 150 км на схід від Палермо, 55 км на південний захід від Мессіни.
Населення — 724 особи (2014).

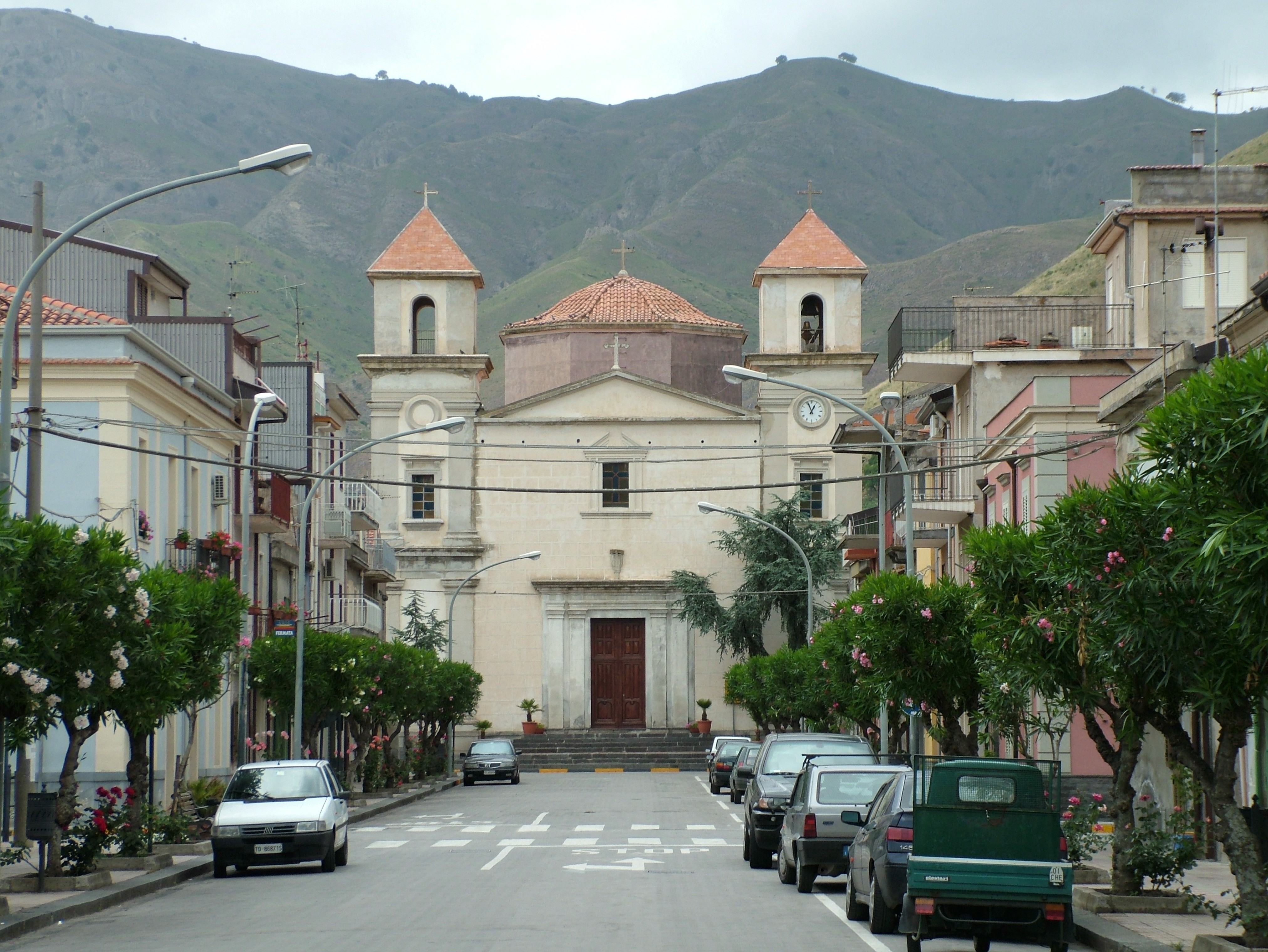

Щорічний фестиваль відбувається другої неділі травня. Покровитель — San Giuseppe.

## Демографія
Населення за роками:

Станом на 1 січня 2023 року в муніципалітеті офіційно проживали 24 іноземці з 8 країн, серед них 15 громадян країн Євросоюзу.

## Сусідні муніципалітети
- Кастільйоне-ді-Сицилія
- Мальванья
- Роччелла-Вальдемоне